# Alfredo Lagos
Alfredo Lagos (n.  Jerez de la Frontera)  es un guitarrista español y profesor en la Escuela Superior de Música de Cataluña (ESMUC) 
Entre otros muchos proyectos, grabaciones de discos y colaboraciones posteriores, cabe destacar en sus comienzos el espectáculo "La luz, el júbilo y la melancolía", de J. Luis Ortiz Nuevo y el productor Isidro Muñoz, estrenado en el Teatro de la Maestranza de Sevilla en el año 2001, junto a una joven Estrella Morente. A partir de ahí, ha colaborado con casi todos los grandes del flamenco, en el baile Manuela Carrasco o Sara Baras, y en el cante Carmen Linares, Arcángel, Miguel Poveda, su hermano David Lagos, Rocío Márquez, José Mercé y un largo recorrido hasta Enrique Morente, con quién también colabora para el director Carlos Saura en la película "Iberia", sobre la famosa suite de Isaac Albéniz, además de en conciertos conjuntamente durante años.  
Actualmente compagina la labor de acompañamiento con José Mercé o Israel Galván, con las actuaciones como solista, y ha ofrecido conciertos en los mayores teatros del mundo, desde el Hollywood Bowl de Los Angeles, al Royal Albert Hall londinense, el Teatro Real de Madrid, Carnegie Hall en Nueva York o el Olympia de París. En su carrera ha sido galardonado con varios premios de la crítica especializada, entre ellos el Guitarrista Revelación y Mejor Guitarrista en 2002 y 2006 de la revista Flamenco Hoy. El Giraldillo Mejor Guitarrista en la Bienal de Flamenco de Sevilla, el Taranto de Oro de Almería 2023 o la Copa Jerez de la Cátedra de Flamencología. 
Guitarrista de amplío registro, ha colaborado con la mítica Gloria Gaynor, Ute Lemper, el cantante Pitingo o la artista Rosalía.
Tiene grabados dos discos como solista, Metamorphosis (1997) y Punto de fuga (2015, Universal Music) .
En 2004 estrenó el concierto-espectáculo "La Poeta", sobre la vida y obra de la poeta Alfonsina Storni con la bailaora Belén Maya como artista invitada. 